# Hacienda Cañasgordas

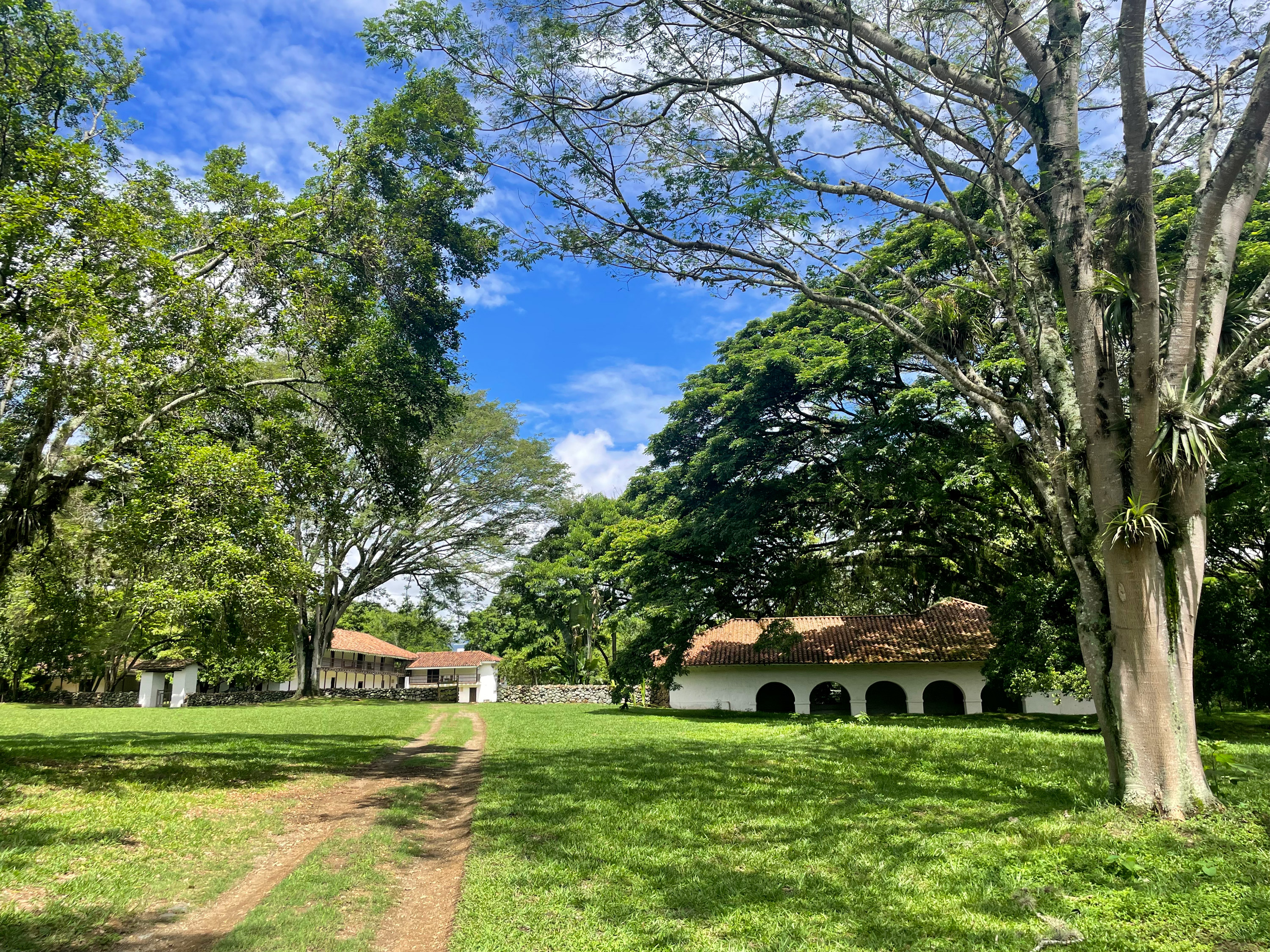
Casona y trapiche de la Hacienda Cañasgordas

La Hacienda Cañasgordas es una hacienda colonial ubicada en el sur de Santiago de Cali, Colombia. La construcción de la casona, antes conocida como la Casa Grande, data del siglo XVIII y es un legado del periodo donde el sistema de las haciendas agrícolas funcionaba como complemento del de la minería, que era la actividad económica más importante del Valle del Cauca.  En ambos sistemas, la mano de obra estaba compuesta principalmente de africanos y afrodescendientes esclavizados. 
Cañasgordas tiene una gran importancia histórica para la región, ya que era la residencia y propiedad del alférez real y teniente gobernador don Joaquín de Cayzedo y Cuero, que lideró la declaración de independencia de Cali, emitido por el al Cabildo de esa ciudad del 3 de julio de 1810, 17 días antes del incidente del florero de Llorente en Santa Fe Bogotá.  Fue el primer grito de independencia de la Nueva Granada.
La novela costumbrista El alférez real de José Eustaquio Palacios, publicada por primera vez en 1886, que tiene a la Hacienda Cañasgordas como escenario principal y a don Manuel de Cayzedo y Tenorio, padre y predecesor de don Joaquín, como uno de sus protagonistas, ha tenido más de treinta ediciones, logrando posicionar a Cañasgordas en el imaginario público.  
Declarada Monumento Nacional en 1980 por el gobierno nacional, hoy en día la Hacienda Cañasgordas se considera un Bien de Interés Cultural del ámbito Nacional (BICN) y se gestiona bajo los parámetros establecidos por un Plan Especial de Manejo y Protección (PEMP) emitido en 2014 por el Ministerio de Cultura emitió y ajustado en 2020, que tiene mayor jerarquía que el POT de la ciudad.  Su zona de influencia comprende alrededor de 30 hectáreas, localizadas sobre la vía Panamericana (o vía Cali-Jamundí), justo al frente de la Universidad Autónoma de Occidente y la administra una fundación, designada como "ente gestor" por el PEMP, que tiene como objetivo convertirla en polo cultural y ambiental del sur de Cali, para preservar, transmitir y celebrar el patrimonio histórico, cultural y natural del Valle del Cauca.
Entre los años 2010 y 2017, el Instituto Colombiano de Antropología e Historia (ICANH), llevó a cabo una investigación arqueológica. En la Hacienda Cañasgordas, se excavaron viviendas de esclavizados, un cementerio colonial con tumbas usadas hasta 1862, fragmentos cerámicos de la tradición Quebradaseca (siglos XIV‑XVII), y las cimentaciones de una estructura del siglo XVIII asociada a espacios de los esclavizados, lo que permitió contrastar los hallazgos con la descripción literaria de la novela El Alférez Real de Eustaquio Palacios.  